# パン粉
パン粉、麺麭粉（パンこ）は、パンなどを粉状に砕いた調理用加工食品である。ふりかけ、つなぎ、揚げ物の衣などに用いられる。

## 概要
パン粉は、以下の3種類に大別できる。
- 乾燥したパンやクラッカーを細かく粉砕して作るタイプ
ヨーロッパ発祥で、欧米文化圏の伝統的なパン粉。
- 乾燥していないパンを大まかな粉状にほぐし砕いて作る生パン粉（なまパンこ）
- 生パン粉を乾燥させて作る、目の粗い乾燥パン粉

## 欧米の伝統的なパン粉
欧米の文化圏で伝統的に使われているパン粉（英: bread crumbs, breadcrumbs, 仏: chapelure）は、全てのパン粉の起源であり、元々は残り物の硬くなったパンやクラッカーの使い道として考え出された調理用の食材で、硬いチーズを細かくすりおろして粉状にするのと同じように粉砕したのが始まりである。現代の製品化されたものは、むろん、古い食材ではなく乾燥させた食材を原料にしている。また、風味が付けられている製品もある。
日本同様に揚げ物の衣として使われるほか、グラタンやキャセロール料理の表面にふりかけたりして使用する。
イタリアのシチリア島では、かつては高価で庶民の手に届かなかったチーズの代用品として、オリーブオイルをまぶして炒めパスタにかけた。これは「庶民のパルメザンチーズ」と呼ばれ、これをかけたパスタは「貧乏人のパスタ」とも呼ばれる。
上記のパン粉の料理は、日本に西洋の食文化として伝えられた。牛肉のコートレットやクロケットなどに使われる、粒子の細かいタイプのパン粉であった。
『食道楽』 秋の巻(1903 - 1904年)には、サンドイッチを作った後の余ったパンの耳の活用法として、日に干してカラカラにし、すり鉢や石臼でつき砕いて、ふるいで幾度もふるうと立派なパン粉ができ、また最上等のパン粉を製するには中身の白い処を干して同様にすればいいと書かれている。

## 日本のパン粉

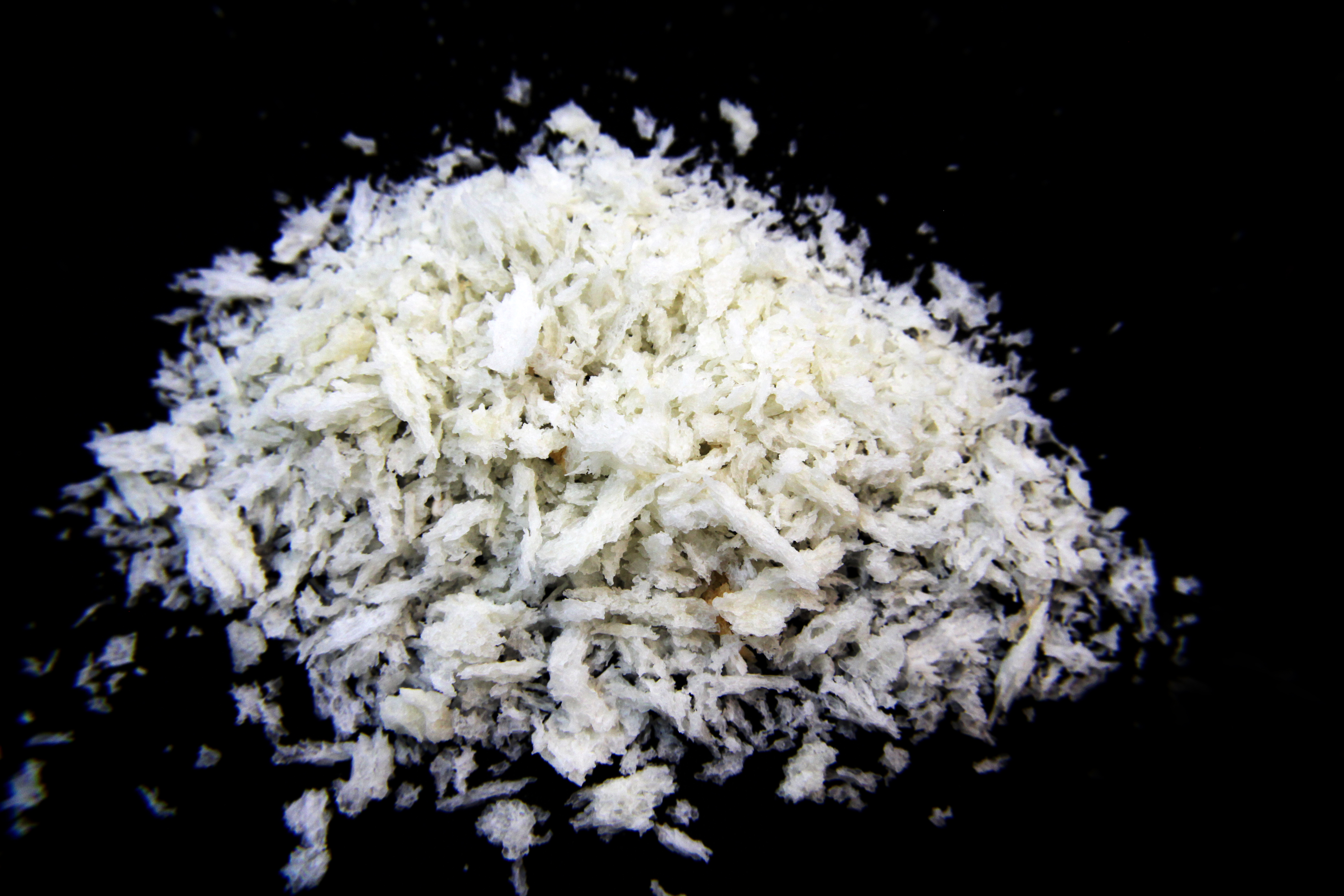
日本のパン粉。海外ではPankoと呼ばれ、日本独自のものと認識されている

日本では、食パンを利用する「生パン粉」が生み出され、それが豚カツやフライ料理の揚げ物を使用する洋食に適していたため、生パン粉が普及して主流となった。生パン粉はフライに用いると、揚げ油の中で大粒のパン粉に含まれる水分が素早く油と入れ替わり、細かい気泡の働きでサクサクとした軽快な食感となる。これが人気を呼び、エビフライ、豚カツ、コロッケなどといった様々な日本独自の料理が生み出されていった。
日本で初めてパン粉を商品化したのは、1916年(大正5年)、ライオンフーヅ株式会社の前身である塩販売業「宮崎岩松商店」（明治33年創業）の宮崎パン粉製造所である。
生パン粉は保存性に難があった事から、これを乾燥させて保存性を高めた、目の荒い乾燥パン粉が生まれた。日本で最も一般に流通しているパン粉は、この種のものである。原料となるパンの焼き方によって、一般のパンと同じくオーブンで焼いた焙焼式パン粉、生地に直接交流電流を流して焼いた電極式パン粉(電気パン)、イーストの代わりに膨張剤を加えて平たく伸ばし高周波で焼いたブレダーパン粉に大別される。また、業務用には揚げ色をよく見せるために着色したパンで作るカラーパン粉も用いられる。
こうした、欧米伝統のパン粉より粒の大きなパン粉は、「日本スタイルのパン粉 (Japanese style breadcrumbs)」として日本国外にも知られており、「panko」 の名で流通している。欧米文化圏のアジア系食料品や大型スーパーマーケットでも入手でき、料理番組や料理雑誌で日本風のパン粉を使った料理も紹介されている。また、アジアでは生パン粉が好まれる傾向がある。オックスフォード英語辞典では、2012年5月の改訂で Panko を英単語として採用した。クラフト・フーズ・グループの調査によると、キッチンに常にパン粉を置いているアメリカ人は、2008年の5%から2012年は17%と急速に普及している。
日本では料理によってパン粉の粒の大きさを使い分けることがある。粒の大きさによって荒目、中目、細目に分類できる。荒く砕いたパン粉（荒目）は油を適度に含み揚げ色がよくつくため、揚げ物に使うのが最適であり、細かく砕いたパン粉（細目）は、滑らかな舌触りを生かし、また程よい焦げ具合からの香ばしさが出、淡泊な素材の味を補うことができるために、ハンバーグ、肉団子、ミートローフなどといった肉料理のつなぎや、カツレツのような焼き物に使う。中目は、汎用タイプで、調理全般に使用できる。パン粉を用いて揚げ物をする際、軽く霧吹きなどで湿らせておくと歯ごたえのいい衣になる。

### 日本におけるパン粉の分類
パン粉の日本農林規格でのパン粉の分類は以下のとおりである。
- 乾燥パン粉 - パン粉のうち、水分が14％以下になるように乾燥したもの。
- 生パン粉 - パン粉のうち、乾燥しないもの。
- セミドライパン粉 - パン粉のうち、乾燥パン粉及び生パン粉以外のもの。

## その他の利用

### パン粉粘土
幼児教育用の粘土にパン粉を主原料にしたパン粉粘土がある。小麦粉粘土と同じく誤って口にしたときのために安全性を考慮した製品である（小麦粉粘土と同じく小麦アレルギーによるリスクはある）。他の粘土に比べて独特の手触りがある。

### 釣り餌
パン粉は釣り餌用のものが釣具店で販売されている。パン粉釣法と呼ばれており、集魚剤よりも安い反面、水分の吸収と蒸発が早いので水分調整が難しいといった特徴がある。

## 関連団体
- 全国パン粉工業協同組合連合会